# Epicrionops columbianus
Epicrionops columbianus är en groddjursart som först beskrevs av Hialmar Rendahl och Greta Vestergren 1939.  Epicrionops columbianus ingår i släktet Epicrionops och familjen Rhinatrematidae. IUCN kategoriserar arten globalt som otillräckligt studerad. Inga underarter finns listade i Catalogue of Life.